# Lee Seung-chul
Lee Seung-chul (en coreano: 이 승철; Jeolla del Sur, 22 de julio de 1988) es un luchador surcoreano de lucha libre. Participó en los Juegos Olímpicos de Londres 2012 en la categoría de 60 kg, consiguiendo un 18.º puesto. Compitió en cuatro campeonatos mundiales, logró la 8.ª posición en 2010. Ganó una medalla de bronce en los Juegos Asiáticos de 2014 y el séptimo lugar en 2010. Obtuvo la medalla de bronce en Campeonatos Asiáticos de 2010. 